# La Bamba (film)
La Bamba è un film di Luis Valdez del 1987. Racconta alcuni eventi della vita del cantante rock Ritchie Valens, del fratellastro Bob Morales, della fidanzata Donna Ludwig e della famiglia.
Nel 2017 il film è stato selezionato per la conservazione nel National Film Registry della Biblioteca del Congresso degli Stati Uniti per essere "culturalmente, storicamente ed esteticamente significativo".

## Trama
Richard Valenzuela è un adolescente, grande appassionato di musica, che in brevissimo tempo diventa una stella del rock con lo pseudonimo di Ritchie Valens. S'innamora di Donna Ludwig, sua compagna di scuola, per la quale scriverà una canzone che diventerà subito un successo; il film racconta anche altri aspetti della famiglia Valenzuela, quali la relazione tra Richie e la madre Connie, tra Ritchie e il fratellastro Bob Morales, nonché la gelosia di quest'ultimo per il fratellastro divo del rock. In merito a quest'ultimo aspetto, emblematica è la scena in cui Bob distrugge, gettandolo a terra con violenza, il premio vinto per la partecipazione a un concorso d'arte che gli avrebbe permesso di diventare fumettista, perché la madre dà poca importanza a tutto ciò che lui fa. Per questo riprende a ubriacarsi e la madre gli impedisce di vedere il figlio avuto con l'ex ragazza di Ritchie, Rosie.
La pellicola, inoltre, descrive la paura che Ritchie ha dei viaggi in aereo attraverso un sogno ricorrente che tormenta le notti del giovane divo e in cui una collisione tra due aerei uccide il suo migliore amico, quando erano più piccoli. Tuttavia, riesce a vincere la sua paura quando gli viene chiesto di cantare la sua canzone Donna, ad American Bandstand. Il suo manager, Bob Keane lo aiuta facendogli bere un bicchiere di vodka durante il viaggio. A mano a mano che Valens diventa famoso, crescono anche le sue responsabilità. È spesso in tour con Buddy Holly e The Big Bopper, dopo che i suoi successi La Bamba e Donna raggiungono la vetta della classifica stilata da Billboard. Tuttavia, ogni volta che ne hanno l'opportunità, Ritchie e Bob passano del tempo insieme, facendo dei viaggi.
Valens, Holly e The Bopper noleggiano un piccolo aereo la notte del 3 febbraio 1959 (passerà alla storia come The Day the Music Died), mentre imperversa una tempesta di neve. Prima di partire, Ritchie telefona al fratello Bob per rappacificarsi dopo una furiosa lite risalente a qualche giorno prima, chiedendogli di prendere un aereo per Chicago, dove si sarebbero incontrati il giorno dopo: si sentiva solo e aveva bisogno della presenza di un membro della famiglia. Mentre Bob ripara l'automobile della madre, viene a sapere dell'incidente aereo del fratello dal bollettino radio; per questo corre dalla madre per evitare che lei apprenda la notizia in questo modo, ma arriva troppo tardi. La notizia sconvolge l'intera famiglia. Nella scena finale, Bob cammina su un ponte, gridando il nome del fratello e ricordando tutti i bei momenti trascorsi insieme. Sui titoli di coda, Lou Diamond Phillips e la banda rock Los Lobos suonano La Bamba.

## Dietro le quinte
L'intera produzione del film ha goduto l'appoggio e l'aiuto della famiglia Valenzuela: Bob Morales e Connie Valenzuela hanno aiutato gli attori a impersonare al meglio le situazioni che loro hanno vissuto.
Phillips legò molto con la famiglia Valenzuela; in particolare, durante le riprese della scena finale, Connie Lemos (sorella di Valens, che al momento della tragedia aveva soltanto 6 anni), interruppe le riprese urlando: «Non andare Ritchie! per favore, non salire sull'aereo! Perché devi morire?». Connie ammise successivamente di essersi resa conto proprio in quel momento di non aver mai accettato la morte prematura del fratello.
Tutte le canzoni di Ritchie Valens sono state eseguite dai Los Lobos; il gruppo fa una breve apparizione nella pellicola, nella scena in cui si esibisce in una sala da ballo di Tijuana; Brian Setzer appare in un cameo nel ruolo di Eddie Cochran.